# For Your Life
"For Your Life" é uma canção da banda britânica de rock Led Zeppelin. Lançada em 31 de março de 1976, em seu sétimo álbum de estúdio Presence. 
Durante a gravação de "For Your Life" no Musicland Studios, o vocalista do Led Zeppelin Robert Plant convalescia de um acidente de carro que ele tinha sofrido em Grécia no ano anterior, e ele cantou sua performance vocal de uma cadeira de rodas. Vocais da canção são notáveis em parte por causa do som bufando ouvido por volta das 5:30, com as letras: "Quero descolar um cristal pagando com meu nariz". Plant explicou mais tarde o veneno da música foi devido em parte às suas observações da quantidade excessiva de cocaína que agora invadiu e estragou a cena musical em Los Angeles, durante a sua estadia na Costa Oeste antes da gravação. A letra, escrita por Plant, indicou que uma parte da música também teve a ver com um conhecido sem nome feminino de sua que foi arrastado para o cenário das drogas em Los Angeles, a quem sacode um dedo e diz: "veja-o".
Jimmy Page usou sua Lake Placid 1962 azul e Fender Stratocaster, pela primeira vez nesta canção, que foi fornecido a ele por Gene Parsons. A evidência de seu uso está claramente presente como Page executa inúmeros "mergulhos de bombas" no instrumento de braço tremolo. Ele viria a usá-lo com a sua banda The Firm.
Em uma entrevista que ele deu ao jornalista de rock Cameron Crowe, Page comentou sobre a natureza espontânea da construção da canção, dizendo que ele "foi feito no estúdio, no local certo".
Essa música nunca foi tocada ao vivo pela banda em shows do Led Zeppelin até o seu show de reencontro em 10 de dezembro de 2007 no The O2 em Londres. Um acordo também foi trabalhado para a turnê do Coverdale and Page no Japão em 1993, mas nunca executados ao vivo.

## Crédito
- Robert Plant - vocais
- Jimmy Page - guitarra
- John Paul Jones - baixo e guitarra
- John Bonham - bateria

## Ligações Externas
- «Página oficial do Led Zeppelin» (em inglês)